# Transporte atmosférico
O transporte atmosférico é um fenómeno físico de dispersão de componentes químicos, térmicos ou energéticos que ocorre na atmosfera. Normalmente está associado a um conjunto de reacções químicas e físicas.